# کارت نمایه

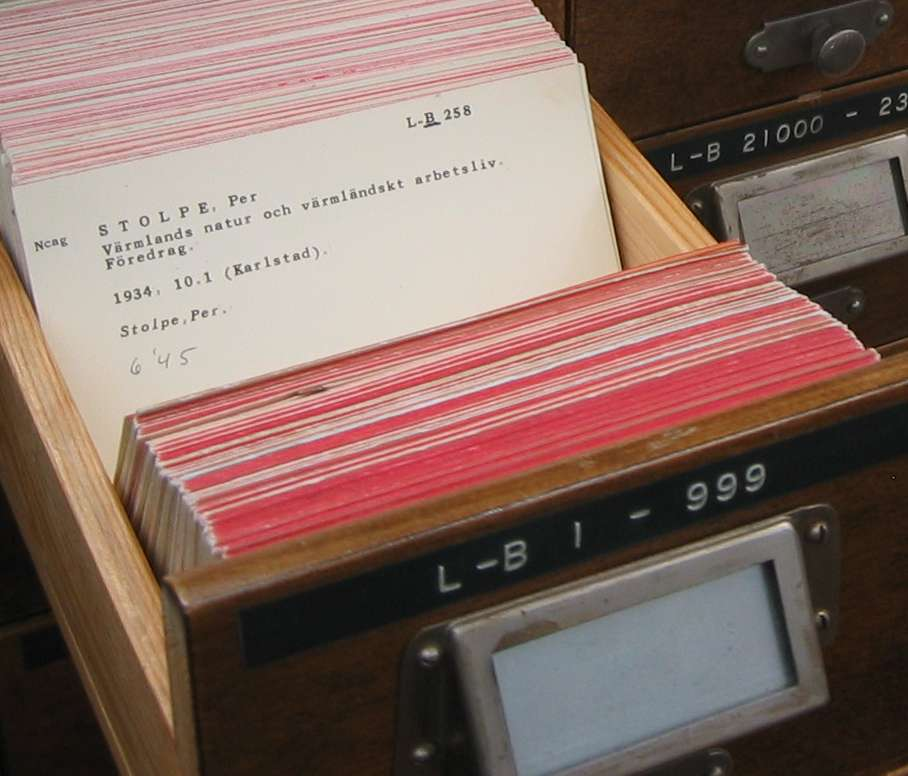
یک کارت نمایه در فهرست برگه‌دان کتابخانه. اکنون این نوع فهرست‌نویسی عمدتاً با رایانه جایگزین شده‌است.

یک کارت نمایه یا کارت فهرست (به انگلیسی: Index card) (یا کارت رکورد به انگلیسی بریتانیایی و کارت سیستم به انگلیسی استرالیایی) از انبار کارت (کاغذ سنگین) برش‌خورده به اندازه استاندارد تشکیل شده‌است که برای ضبط و ذخیره مقادیر کمی از داده‌های جداگانه استفاده می‌شود. مجموعه‌ای از این کارت‌ها یا به عنوان نمایهای برای جستجوی سریع اطلاعات (مانند فهرست کتابخانه یا فهرست پشتی کتاب) عمل می‌کند یا به ایجاد آن کمک می‌کند. گفته می‌شود که این سیستم توسط کارل لینه در حدود سال ۱۷۶۰ اختراع شده‌است.

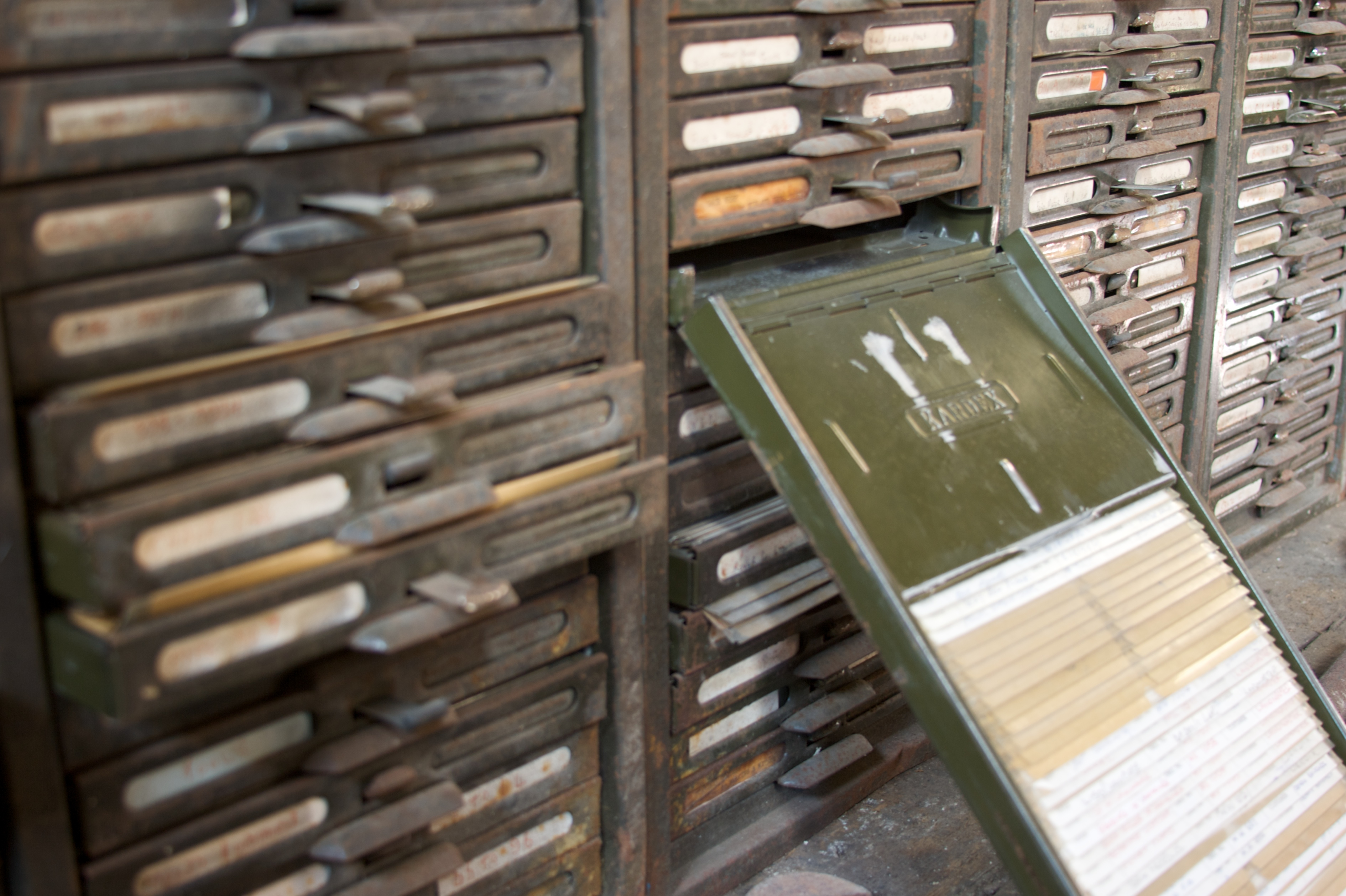
سیستم بایگانی کارت نمایه کاردکس

## قالب
رایج‌ترین اندازه برای کارت شاخص در آمریکای شمالی و بریتانیا ۳ در ۵ اینچ (۷۶٫۲ در ۱۲۷٫۰ میلی‌متر) است، از این رو نام رایج کارت ۳ در ۵ است. سایزهای دیگر که به‌طور گسترده در دسترس هستند عبارتند از: ۴ در ۶ اینچ (۱۰۱٫۶ در ۱۵۲٫۴ میلی‌متر)، ۵ در ۸ اینچ (۱۲۷٫۰ در ۲۰۳٫۲ میلی‌متر) و اندازه ISO A7 (74 در ۱۰۵ میلی‌متر یا ۲٫۹ در ۴٫۱ اینچ). کارت‌ها در سبک‌های خالی، خط‌دار و شبکه‌ای در رنگ‌های مختلف موجود هستند. کارت‌های تقسیم‌کننده مخصوص با زبانه‌های بیرون زده و انواع کیس و سینی برای نگهداری کارت‌ها نیز توسط لوازم التحریرها و شرکت‌های تولیدکننده محصولات اداری به فروش می‌رسد. آنها بخشی از لوازم التحریر استاندارد و لوازم اداری در سراسر جهان هستند.

## کاربردها
کارت‌های فهرست برای طیف گسترده‌ای از برنامه‌ها و محیط‌ها استفاده می‌شوند: در خانه برای ضبط و ذخیره دستور العمل‌ها، لیست‌های خرید، اطلاعات تماس و سایر داده‌های سازمانی. در کسب و کار برای ثبت یادداشت‌های ارائه، تحقیقات پروژه و یادداشت‌ها، و اطلاعات تماس. در مدارس به عنوان فلش کارت یا سایر وسایل کمک بصری. و در تحقیقات دانشگاهی داده‌هایی مانند استنادات کتابشناختی یا یادداشت‌ها را در یک پرونده کارت نگهداری کنید. نمایه سازهای حرفه ای کتاب از کارت‌های نمایه در ایجاد نمایه‌های کتاب استفاده می‌کردند تا اینکه در دهه‌های ۱۹۸۰ و ۱۹۹۰ با نرم‌افزار نمایه سازی جایگزین شدند.